# Germaine Coty
Pour les articles homonymes, voir Coty.
Germaine Coty, née Germaine Alice Corblet le 9 avril 1886 au Havre (Seine-Inférieure) et morte le 12 novembre 1955 au château de Rambouillet (Seine-et-Oise), est l'épouse de René Coty, dix-septième président de la République française du 16 janvier 1954 au 8 janvier 1959. Elle est, pendant la présidence de son mari, l’objet d’une très vive popularité.

## Biographie

### Enfance
Fille d'un armateur havrais, Germaine Corblet est élevée dans des pensions religieuses, tout d'abord à celui de la Miséricorde puis dans un couvent de Southampton, en Angleterre (elle devient ainsi bilingue anglophone). Elle reste toute sa vie une catholique pratiquante.

### Mariage avec René Coty
Germaine Corblet épouse René Coty, alors avocat, le 21 mai 1907, devant le chanoine havrais Lestiboudois, au cours d'une cérémonie religieuse.
Le couple a deux filles, Geneviève, née en 1908, qui épousa en 1929 Louis Félix Egloff, ingénieur centralien, et Anne-Marie, née en 1910, qui, quant à elle, s'unit en 1932 au docteur Maurice Georges, oto-rhino-laryngologiste au Havre, député UNR de la 6e circonscription de la Seine-Inférieure de 1962 à 1973 et conseiller général pour le 5e canton du Havre de 1965 à 1973. Toutes deux mourront en 1987.
Le couple Coty réside dans un appartement situé au no 5 du quai aux Fleurs, dans le 4e arrondissement de Paris.

### Épouse du président de la République

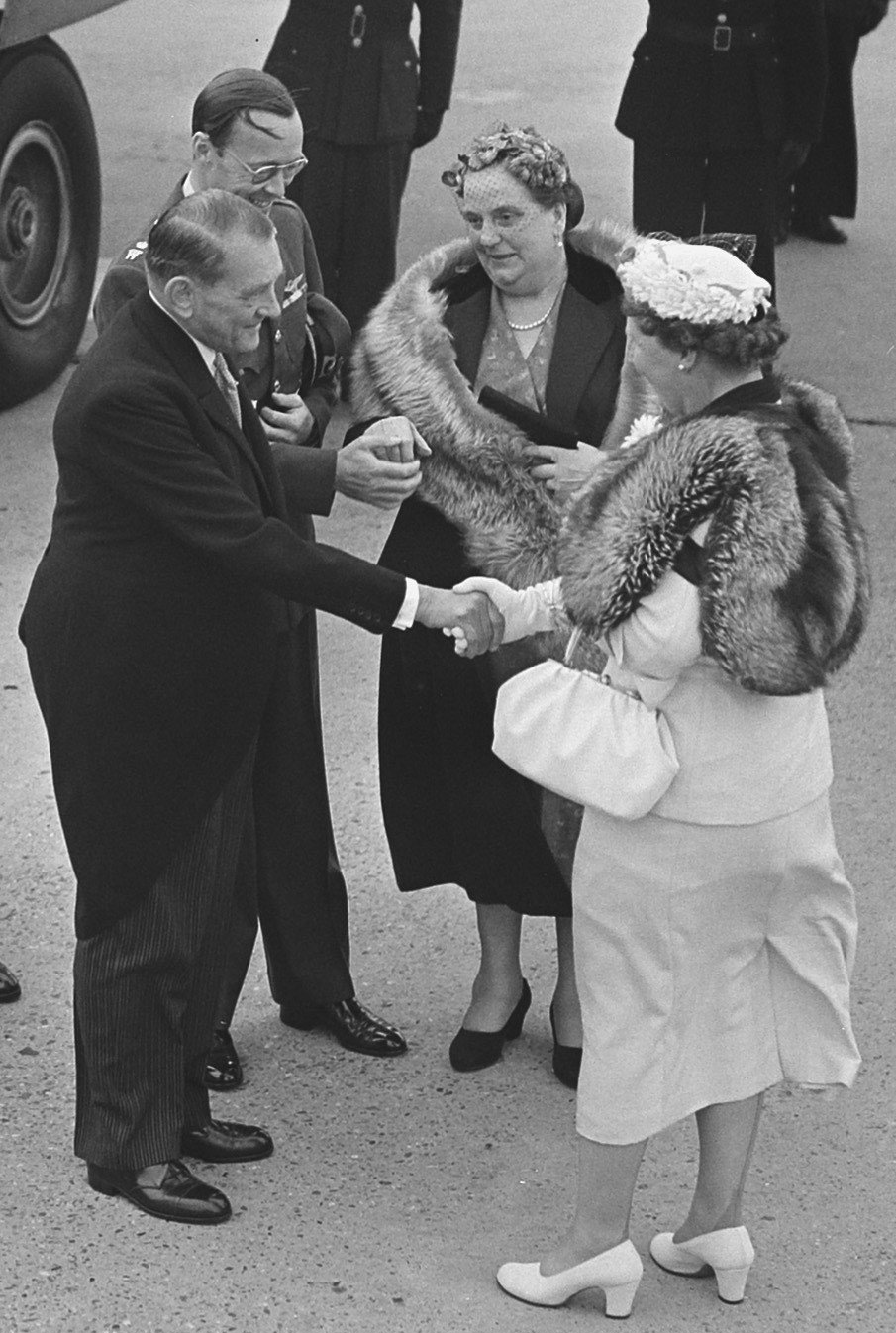
René et Germaine Coty reçus par le couple royal des Pays-Bas (1954).

Lorsque René Coty est élu président de la République, en 1953, la presse accueille avec étonnement la nouvelle « Première dame de France », dont le style change radicalement de celle qui l'a précédée, la sophistiquée Michelle Auriol. Femme corpulente et qui ne rechigne pas aux tâches ménagères, elle accueille en tablier les journalistes venus rencontrer l'épouse du nouveau chef de l'État. En 1954, dans la seconde édition de Nouveaux Portraits, Françoise Giroud dit notamment d'elle, pour souligner son humilité : « Aussitôt après l'élection, quai aux Fleurs, lorsqu'elle s'est vue dans les journaux, elle a reçu un choc : “Regardez-moi”, dit-elle attristée, “je ne prétends pas être mince, mais enfin tout de même…” ». Elle déclare aussi : « je ne suis pas une pin-up, je suis une grand-mère ». Les premiers surnoms que lui donnent les chansonniers sont ainsi assez méchants : « Madame sans gaine », « la bûche de Noël » ou encore « Madame des tas ».
Germaine Coty devient pourtant rapidement très populaire auprès du public et les critiques cessent alors, en raison des protestations qui s'élèvent. Les Français apprécient en effet sa gentillesse maternelle (elle fait aménager notamment des chambres au palais de l'Élysée pour y recevoir ses dix petits-enfants), sa simplicité bon enfant (elle sert un jour de guide incognito à de jeunes étudiantes américaines qui visitaient le château de Rambouillet ; elle offre des pâtisseries à des enfants qui la suivent dans les rues de Vizille ; elle a pour le personnel de l'Élysée des attentions délicates), sa générosité (elle consacre cinq heures par jour à différents services sociaux et œuvres caritatives) et son autorité bienveillante.
Son image a largement bénéficié d'une importante campagne menée par le journal catholique Le Pèlerin (qui écrit : « Nous sommes un peuple qui recommande à ses femmes de rester au foyer, de s'occuper de leur mari, de leurs enfants, et voilà qu'au moment où l'une d'elles est appelée à la situation suprême par le jeu de la démocratie, la presse la ridiculise parce qu'elle ne ressemble pas à un mannequin, parce que son horizon est familial ») ainsi que par la presse féminine.
Le palais n'est pas véritablement réaménagé, le couple présidentiel Auriol ayant modernisé les lieux entre 1947 et 1953 : néanmoins, il faut noter un réaménagement des jardins et la réouverture de la chapelle.

### Mort
Germaine Coty meurt au château de Rambouillet le 12 novembre 1955, à 4 h 30, d'une crise cardiaque. Les problèmes cardiaques dont elle souffrait déjà ont été aggravés par le surmenage dû à son rôle de « Première dame ». C'est la première fois dans l'histoire de la France qu'une épouse du président de la République décède pendant le mandat de son mari, et ce n'est plus arrivé depuis,. Celui-ci pense alors un temps démissionner mais change d'avis, ne voulant pas entraîner une nouvelle crise politique en France.

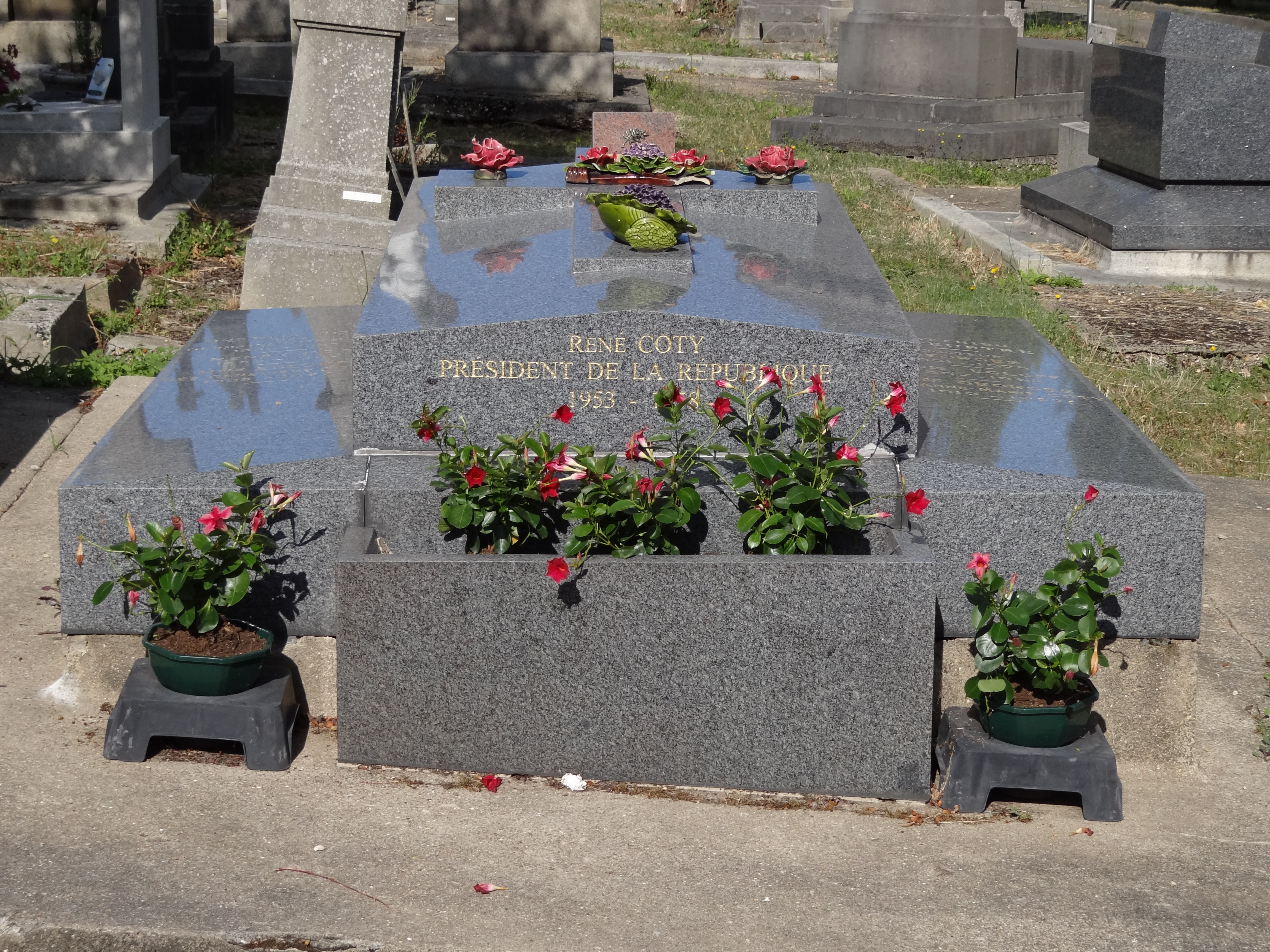
La tombe de Germaine Coty au cimetière Sainte-Marie du Havre (Seine-Maritime).

Sa mort est l'occasion d'une grande émotion populaire : « Madame René Coty eut des obsèques de souveraine », écrit Claude Salvy dans Le Prestige français (janvier 1956). Lors de la séance du 14 novembre 1955 à l'Assemblée nationale, le président de la chambre Pierre Schneiter fait son éloge en parlant d'une « grande Française, ayant de hautes qualités de cœur et d'esprit », avant de clore la séance en signe de deuil. Si le président René Coty accepte, à la demande du gouvernement et devant la foule se pressant à l'Élysée pour signer le registre de condoléances ouvert pour le décès de son épouse, qu'une cérémonie officielle soit organisée en l'église de la Madeleine (22 000 personnes sont présentes), il refuse obstinément que les obsèques de sa femme, inhumée dans sa ville natale du Havre, soient payées par l'État.
Aux États-Unis, le magazine Life écrit dans son numéro du 28 novembre 1955, sous le titre « Homage to a Lady » : « Une foule immense et recueillie de 30 000 personnes est venue à l'église de la Madeleine pour rendre son dernier hommage à Mme René Coty, décédée le 12 novembre d'une crise cardiaque. Après l'élection de son mari à la présidence de la République, les Français s'amusaient d'abord de l'allure vieillotte de Mme Coty, de ses cheveux coiffés en nattes et de la simplicité de ses goûts. Mais cette conduite modeste ne l'empêcha pas de devenir une première dame très aimée. ».
Elle est inhumée au cimetière Sainte-Marie du Havre.

## Hommages et postérité

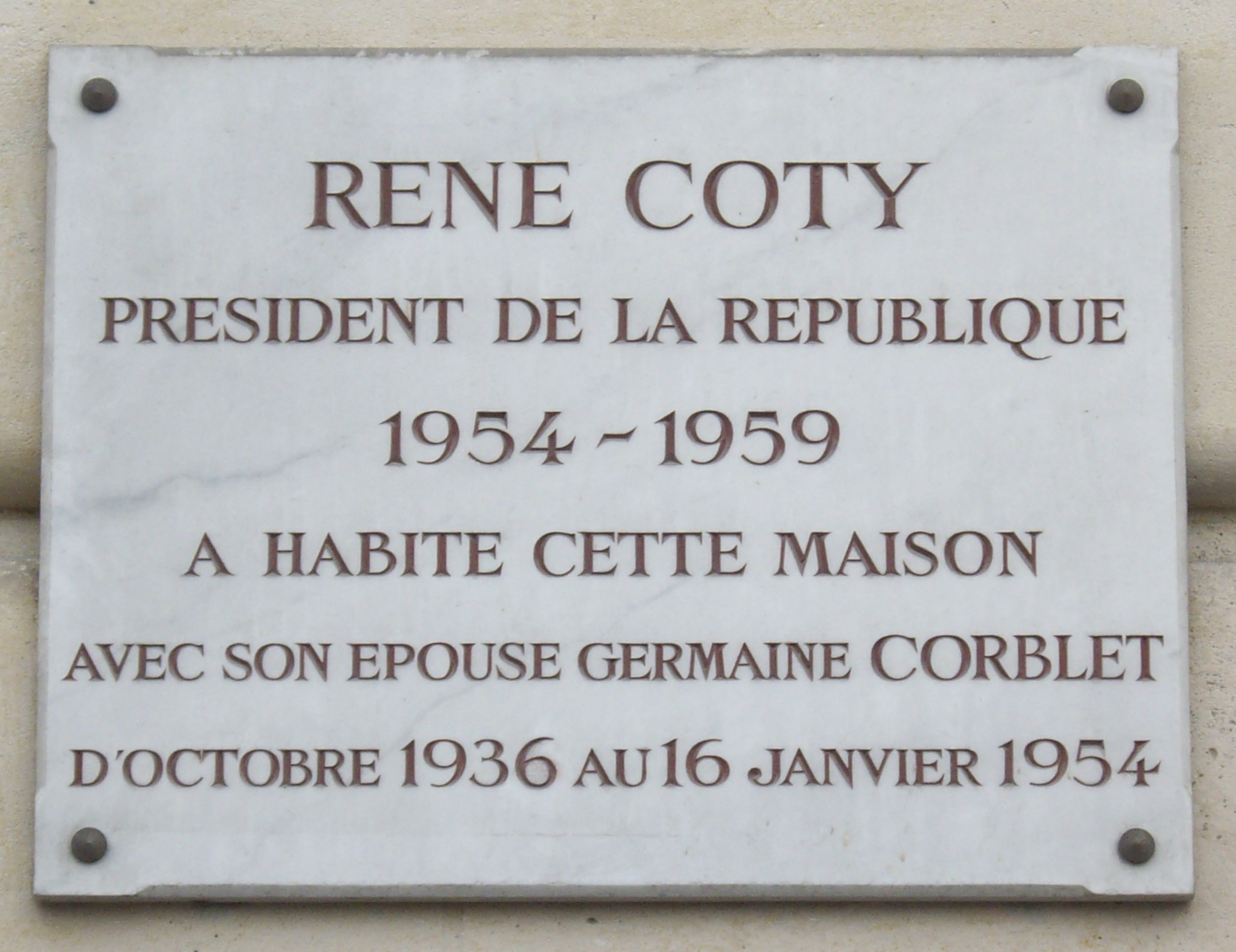
Plaque à son domicile 5 quai aux Fleurs (4e arrondissement de Paris).

### Noms de rue
- Avenue Madame-Coty, Hermanville-sur-Mer (Calvados).
- Rue Madame-René-Coty, Dieppe (Seine-Maritime).
- Rue Germaine-Coty, Le Havre (Seine-Maritime).
- Rue Germaine-Coty, Octeville-sur-Mer (Seine-Maritime).
- Rue Germaine-Coty, Valenciennes (Nord).

### Établissements scolaires
- Lycée privé polyvalent Germaine-Coty, Le Havre (Seine-Maritime).
- École élémentaire Germaine-Coty, Vattetot-sous-Beaumont (Seine-Maritime).
- École élémentaire Germaine-Coty, Bois-Guillaume (Seine-Maritime).
- École élémentaire Germaine-Coty, Saint-Pierre-de-Varengeville (Seine-Maritime).
- École maternelle Mme-René Coty, Les Clayes-sous-Bois (Yvelines).
- École maternelle Germaine-Coty, Menton (Alpes-Maritimes).
- École maternelle Germaine-Coty, Harfleur (Seine-Maritime).
- École maternelle Germaine-Coty, Valenciennes (Nord).
- École maternelle Germaine-Coty, Fécamp (Seine-Maritime).
- École maternelle Germaine-Coty, Mèze (Hérault).
- École maternelle Mme-René-Coty, Douai (Nord).
- Crèche Germaine-Coty, Colmar (Haut-Rhin).
- École maternelle Mme-René-Coty, Ronchin (Nord).
- École maternelle Mme-René-Coty, Ouistreham (Calvados).
- École élémentaire Mme-René-Coty, Moyaux (Calvados).

### Places, squares et escaliers publics
- Square Germaine-Coty à Menton (Alpes-Maritimes).
- Escalier Germaine-Coty, Le Havre (Seine-Maritime).
- Place Germaine-Coty, Le Havre (Seine-Maritime).

### Bâtiments et infrastructures
- Résidence Germaine-Coty, maison de retraite à Étretat (Seine-Maritime).
- Pavillon Madame-René-Coty, service Mucoviscidose, hôpital Renée-Sabran, boulevard Édouard-Herriot à Hyères (Var). Pavillon dont elle posa la première pierre.
- Résidence Germaine-Coty, maison de retraite à Duclair (Seine-Maritime).

### Autres
Au Pointil (confluent de la Seine et de l’Oise), à Conflans-Sainte-Honorine (Yvelines) : plaque près du monument aux morts dédiée à Madame René Coty en remerciement de son action en faveur de l’internat de la Batellerie et des orphelins de cette corporation.